# Papagaio-de-cabeça-amarela
Papagaio-de-cabeça-amarela  (Amazona oratrix) é um papagaio em estado de extinção, pertencente a família Psittacidae. Ele é localizado no México e norte da América Central.

## Alimentação
Eles se alimentam principalmente de frutas, nozes, sementes, néctar, bagas e brotos.

## Reprodução
A época de reprodução começa em fevereiro e em algumas áreas até o mês de maio. Os ovos são incubados pela fêmea sozinha, cada fêmea põe de 3 a 4 ovos. Eles constroem seus ninhos em troncos ocos, e eles botam ovos (brancos, quase 4 cm de comprimento) que são incubados por cerca de 28 dias.

## Tamanho
A Amazona oratrix mede na média de 35 cm e pesa entre 400 e 500g.

## Distribuição e habitat
Esta espécie vive em florestas ciliares e áreas com árvores dispersas, assim como a floresta temperada de folha persistente em Belize e manguezais na Guatemala. Ocorre em individualmente ou em pares, em pequenos grupos, e ocasionalmente em bandos grandes. A faixa anteriormente incluía tanto encostas costeiras do México a partir das ilhas Três Marias e Jalisco a Oaxaca e de Nuevo León no norte de Chiapas e sudoeste de Tabasco, bem como uma área disjunta incluindo a maioria de Belize, e outro composto por uma pequena parte do nordeste da Guatemala e noroeste de Honduras. No entanto, seus números foram reduzidos drasticamente, de 90 por cento, para 7000, a partir de meados dos anos 1970 a 1994, e em 68 por cento de 1994-2004 por causa de captura para o comércio de animais e destruição do habitat.
Populações introduzidas podem ser encontrados em Stuttgart, Alemanha, onde uma população de mais de 50 indivíduos reside. Menores populações introduzidas são encontradas em Imperial Beach e em Santa Anna, ambas no sul da Califórnia.